# امرأة لوط

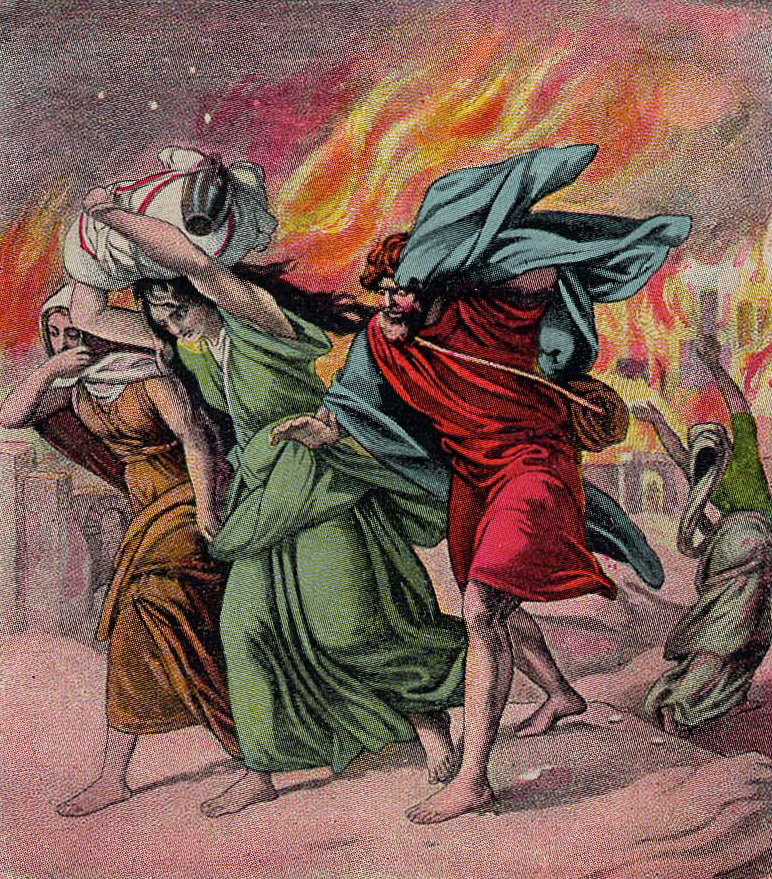
رسم لفرار لوط وبناته من سدوم، كما في تكوين 19:17، نُشر عام 1908

امرأة لوط لم يثبت اسمها حيث يذكر في القرآن الكريم، ولكن قيل ان اسمها والعة وقيل والهة.

## في القرآن
يشار إليها على أنها امرأة لوط في القرآن، فقد ضرب الله بها مثلاً مع امرأة نوح في سورة التحريم حيث قال تعالى: ﴿ضَرَبَ اللَّهُ مَثَلًا لِلَّذِينَ كَفَرُوا امْرَأَةَ نُوحٍ وَامْرَأَةَ لُوطٍ كَانَتَا تَحْتَ عَبْدَيْنِ مِنْ عِبَادِنَا صَالِحَيْنِ فَخَانَتَاهُمَا فَلَمْ يُغْنِيَا عَنْهُمَا مِنَ اللَّهِ شَيْئًا وَقِيلَ ادْخُلَا النَّارَ مَعَ الدَّاخِلِينَ ۝١٠﴾ (سورة التحريم، الآيات 10).
فخانتاهما الخيانة الزوجية مستحيلة هذه بإجماع العلماء، هذه خيانة دعوة، أي زوجها نبي كريم، معه دعوة من خالق السماوات والأرض، الزوجة لم تؤمن بهذه الدعوة.

### نبذة
كانت خيانتها في الدين، ولم تكن في الفاحشة، حيث كانت تدل قومها على أضياف لوط عليه السلام.
قال تعالى: ﴿وَلَمَّا أَنْ جَاءَتْ رُسُلُنَا لُوطًا سِيءَ بِهِمْ وَضَاقَ بِهِمْ ذَرْعًا وَقَالُوا لَا تَخَفْ وَلَا تَحْزَنْ إِنَّا مُنَجُّوكَ وَأَهْلَكَ إِلَّا امْرَأَتَكَ كَانَتْ مِنَ الْغَابِرِينَ ۝٣٣﴾ (سورة العنكبوت، الآيات 33).

## معرض صور

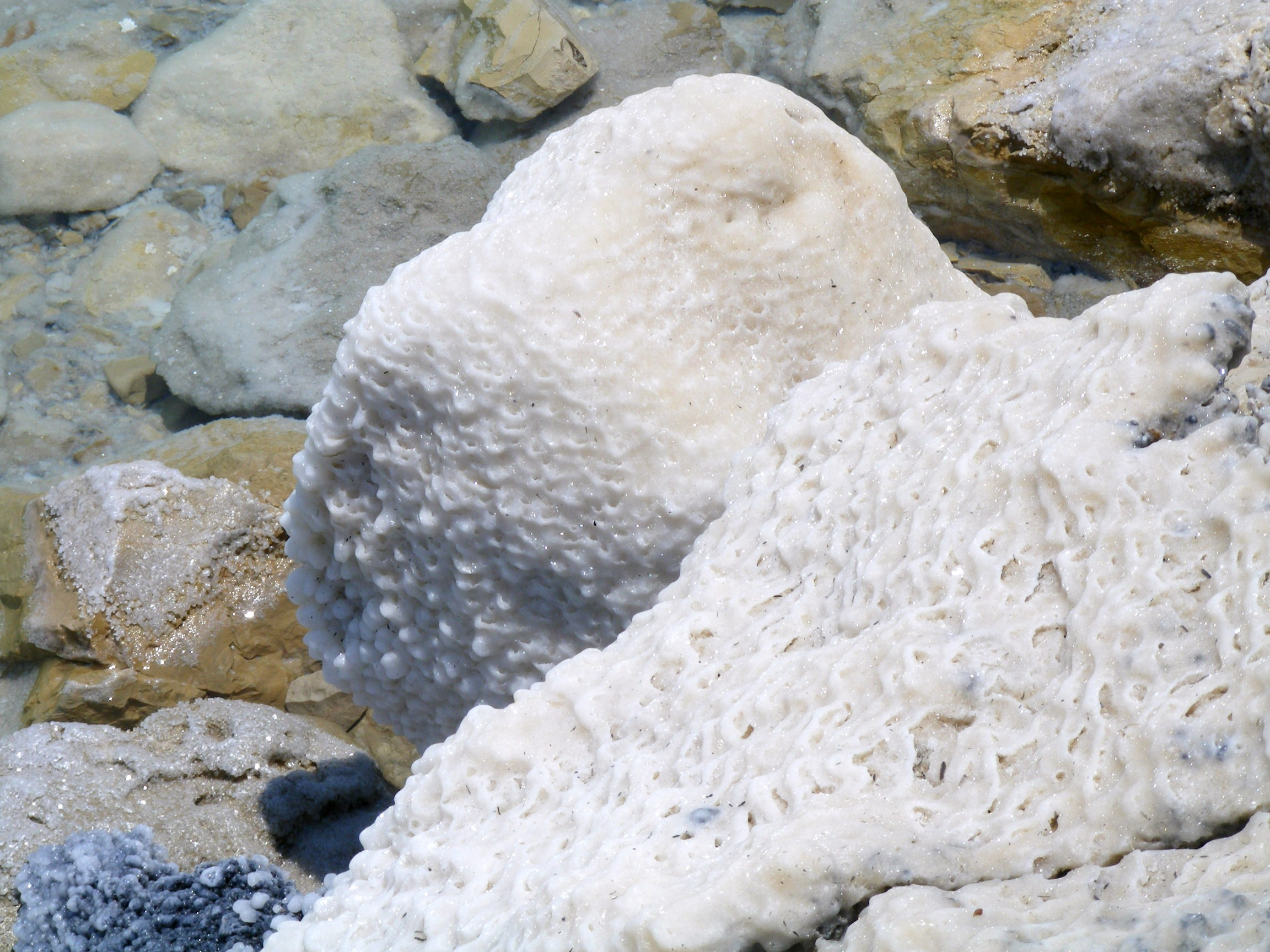
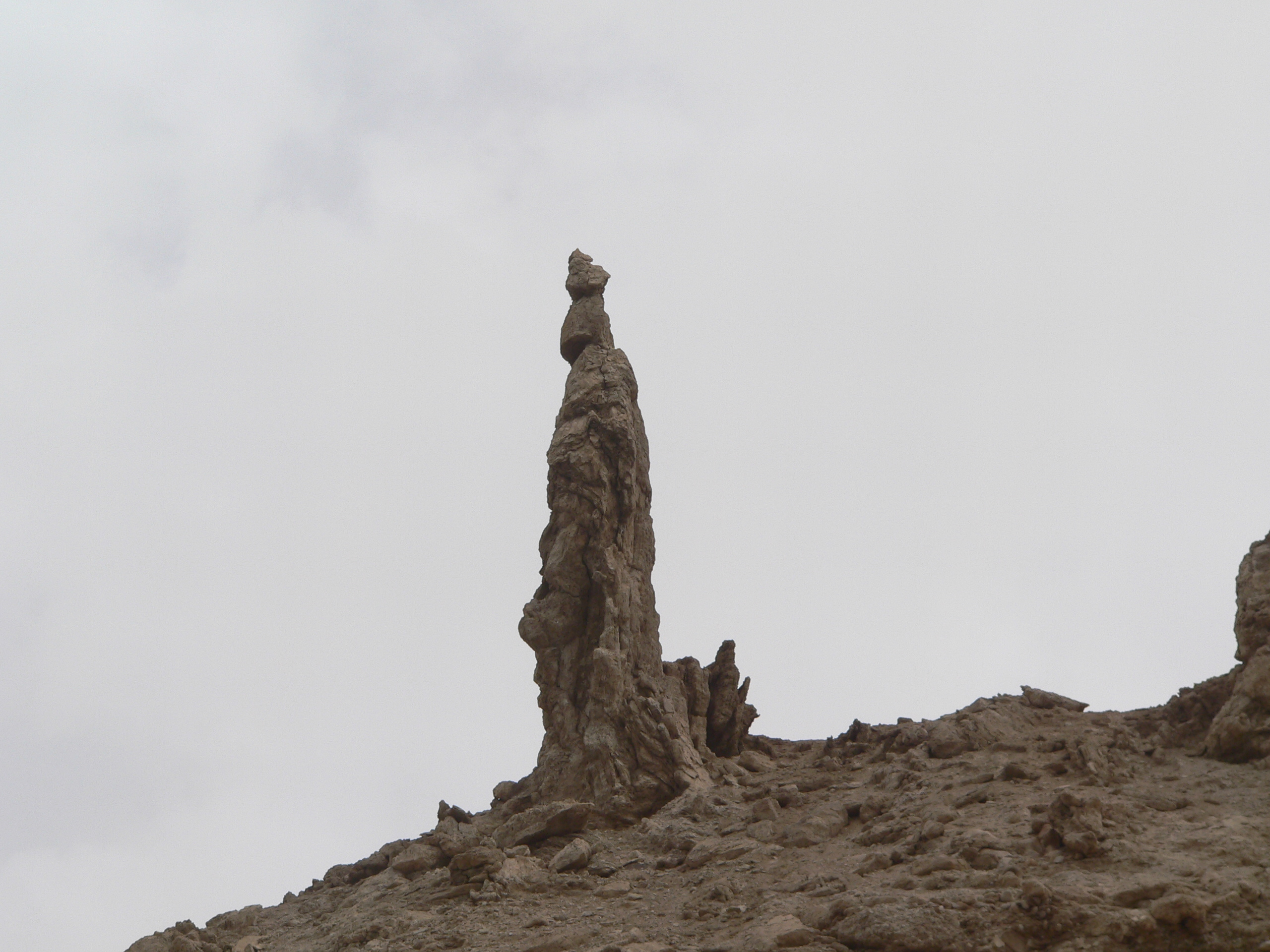
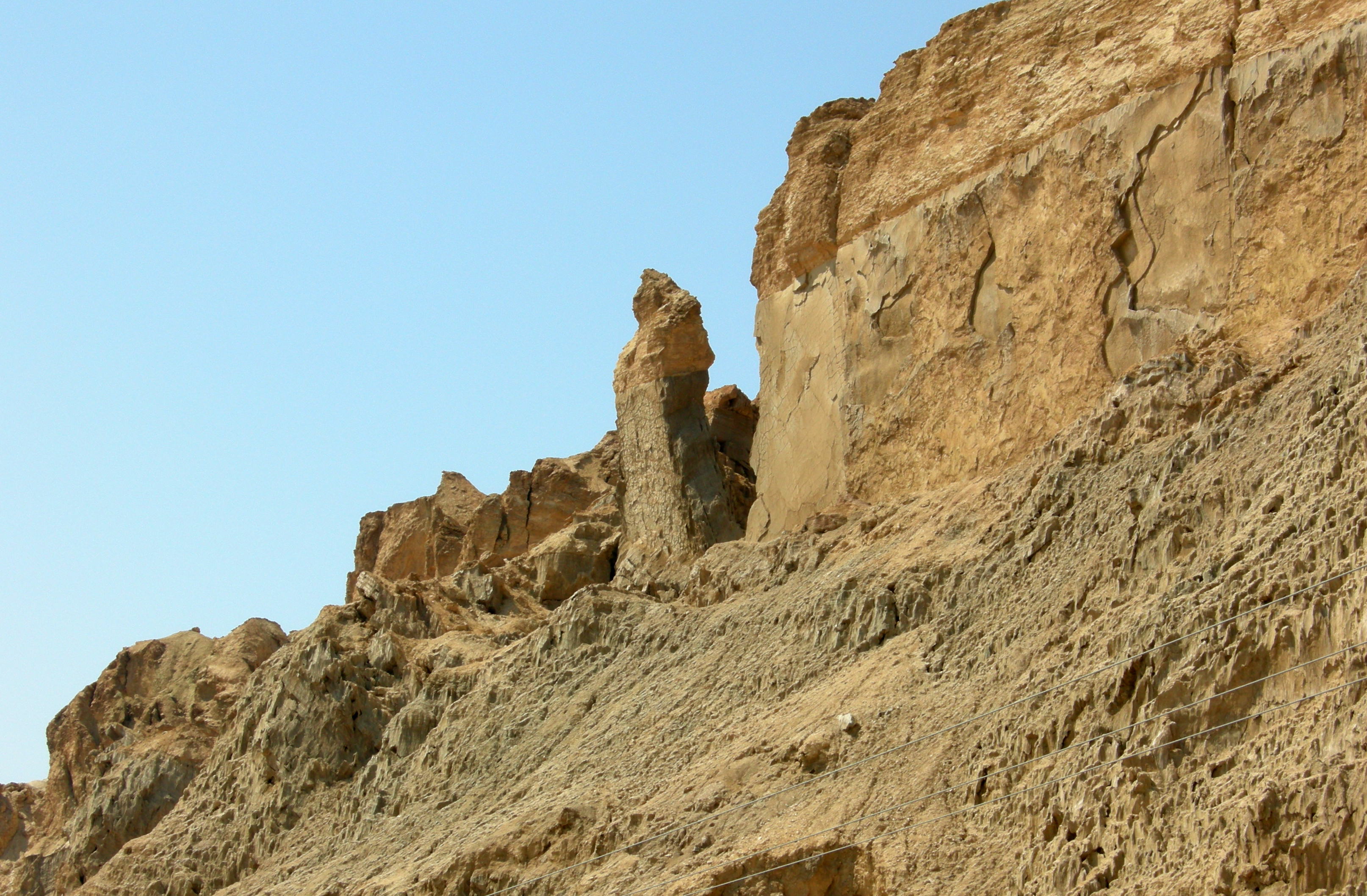
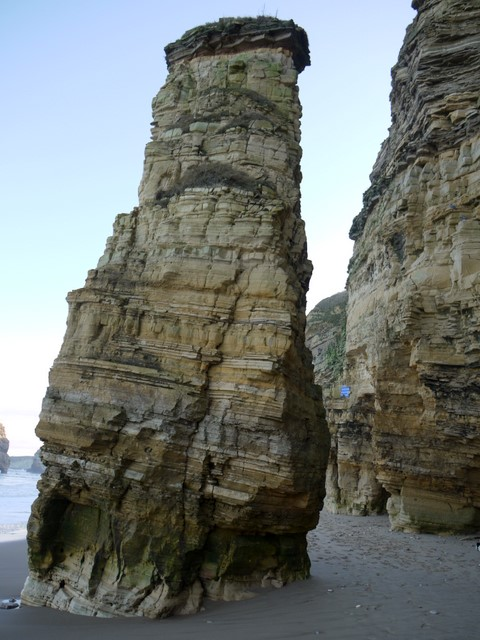